# Teresa Maresz
Teresa Maresz (ur. 24 lipca 1957 w Toruniu) – polska historyk, specjalizująca się w historii najnowszej i dydaktyce, nauczycielka akademicka, doktor habilitowana, profesor Uniwersytetu Kazimierza Wielkiego w Bydgoszczy.

## Życiorys
W 1980 ukończyła studia na Uniwersytecie Mikołaja Kopernika w Toruniu uzyskując tytuł magistra historii na podstawie pracy pt. Studium nad kulturą materialną mieszczaństwa toruńskiego na przełomie XIV/XV w. napisanej pod kierunkiem prof. dra hab. Antoniego Czacharowskiego. Przez dwadzieścia lat była nauczycielką historii i wiedzy o społeczeństwie – najpierw w Zbiorczej Szkole Podstawowej w Lubiczu (1981–1985), następnie w Ogólnokształcącym Liceum Wojskowym w Toruniu (1985–1992), a potem w X Liceum Ogólnokształcącym w Toruniu (1992–2002).
Od 1997 nieprzerwanie związana z Wydziałem Humanistycznym Wyższej Szkoły Pedagogicznej, potem Akademii Bydgoskiej i Uniwersytetu Kazimierza Wielkiego w Bydgoszczy. Doktoryzowała się w 2001 na Akademii Bydgoskiej im. Kazimierza Wielkiego w oparciu o pracę pt. Wpływ tekstów źródłowych na rozwój myślenia historycznego uczniów, której promotorem był prof. dr hab. Janusz Rulka. Stopień naukowy doktora habilitowanego uzyskała w 2017 na Uniwersytecie Kazimierza Wielkiego w Bydgoszczy na podstawie dorobku naukowego, a w szczególności książki pt. Polska i Polacy w radzieckiej szkolnej narracji podręcznikowej. Od 2002 adiunkt, a od 2018 profesor nadzwyczajna UKW. Zastępca dyrektora Instytutu Historii i Stosunków Międzynarodowych Wydziału Humanistycznego UKW (2011–2012 i 2015–2018). Zastępca redaktora naczelnego czasopisma naukowego „Tabularium Historiae”.
Odznaczona Srebrnym (2000) i Brązowym (1988) Krzyżem Zasługi oraz Medalem Komisji Edukacji Narodowej (1995). Za działalność w Związku Harcerstwa Polskiego odznaczona Srebrnym Krzyżem za Zasługi dla ZHP (1995), Medalem za Zasługi – 100-lecie harcerstwa toruńskiego (2017).
Autorka ponad 150 publikacji naukowych z zakresu historii najnowszej, stosunków międzynarodowych oraz dydaktyki historii, a w szczególności stosunków polsko-sąsiedzkich, analizy porównawczej podręczników do historii, reformy oświaty, regionalizmu, źródła historycznego w edukacji historycznej oraz nauczania historii wspomaganego komputerem.

## Wybrane publikacje
- Polska i Polacy w radzieckiej szkolnej narracji podręcznikowej, Bydgoszcz 2017 (ISBN 978-83-8018-122-9).
- Соседи Польши в школьных учебниках по истории. Проба диагноза образца восточного соседа, Saarbrücken 2012 (ISBN 978-3-8473-9187-6).
- Zrozumieć historię. Praca ze źródłem. Poradnik dla nauczyciela, Warszawa 2011 (współautorka: Barbara Kubis) (ISBN 978-83-2621-227-7).
- Spotkania z historią. Atlas z komentarzami źródłowymi dla gimnazjum, Warszawa 2007 (współautorki: Elżbieta Olczak i Barbara Kubis) (ISBN 978-83-7446-356-0).
- Wpływ tekstów źródłowych na rozwój myślenia historycznego uczniów – teoria a praktyka, Bydgoszcz 2004 (ISBN 83-7096-519-9).
- Historia w źródłach nie tylko pisanych. Wypisy, t. I–III, Toruń 2004–2005 (współautor: Krzysztof Juszczyk) (t. I: ISBN 83-7352-084-8; t. II: ISBN 83-7443-006-0; t. III: ISBN 83-7443-016-8).
- Historia w tekstach źródłowych, Wypisy, t. I–IV, wyd. I: Toruń 1994; wyd. II: Rzeszów 1996 (współautor: Krzysztof Juszczyk) (t. I: ISBN 83-901378-4-4; t. II: ISBN 83-901378-5-2; t. III: ISBN 83-901378-6-0; t. IV: ISBN 83-901378-7-9).
- Dobre i złe sąsiedztwa (red. nauk. z Katarzyną Grysińską-Jarmułą):
  - Historia kluczem do zrozumienia współczesnych relacji międzysąsiedzkich, Bydgoszcz 2016 (ISBN 978-83-8018-078-9).
  - Od konfliktu do współistnienia i współpracy, t. 1: Bliscy i dalecy sąsiedzi, t. 2: Sąsiedzi w historiografii, edukacji i kulturze, Bydgoszcz 2017 (t. I: ISBN 978-83-8018-154-0; t. II: ISBN 978-83-8018-155-7).
  - Obce – nasze – inne, t. 1: Bliscy i dalecy sąsiedzi, t. 2: Sąsiedzi w historiografii, edukacji i kulturze, Bydgoszcz 2018 (t. I: ISBN 978-83-8018-197-7;t. II ISBN 978-83-8018-178-6).
  - Dobre i złe sąsiedztwa. Sąsiad w historycznej narracji narodowej, Bydgoszcz 2022 (ISBN 978-83-8018-484-8).